# Municipio de Scott (condado de Brown)
El municipio de Scott (en inglés: Scott Township) es un municipio ubicado en el condado de Brown en el estado estadounidense de Ohio. En el año 2010 tenía una población de 1294 habitantes y una densidad poblacional de 23,66 personas por km².

## Geografía
El municipio de Scott se encuentra ubicado en las coordenadas 38°56′59″N 83°54′29″O / 38.94972, -83.90806. Según la Oficina del Censo de los Estados Unidos, el municipio tiene una superficie total de 54.7 km², de la cual 54,7 km² corresponden a tierra firme y (0 %) 0 km² es agua.

## Demografía
Según el censo de 2010, había 1294 personas residiendo en el municipio de Scott. La densidad de población era de 23,66 hab./km². De los 1294 habitantes, el municipio de Scott estaba compuesto por el 98,69 % blancos, el 0,54 % eran afroamericanos, el 0,23 % eran amerindios, el 0,08 % eran asiáticos y el 0,46 % eran de una mezcla de razas. Del total de la población el 0,54 % eran hispanos o latinos de cualquier raza.